# Isla de la Ladrona
La isla de la Ladrona (Islla de la Lladrona, en asturiano) es un islote del mar Cantábrico, ubicado en la costa de Santa María del Mar, en el concejo de Castrillón (Asturias, España).
Está rodeada de una oscura leyenda, según la cual se le puso popularmente ese nombre porque allí solían aparecer cadáveres de ahogados. El mito creció con el tiempo hasta que se llegó a afirmar que había una fosa con un calamar gigante que atrapaba a la gente. La realidad era que las corrientes arrastraban hasta allí los cuerpos de las personas ahogadas.

## Características
Es un enclave natural destacado, que sirve de refugio a varias especies de aves marinas, entre las que destaca el halcón peregrino. 
Entre la flora existente se encuentra la berza marina, catalogada como especie vulnerable dentro del catálogo regional de Especies Amenazadas de la Flora del Principado de Asturias. 
En sus aguas se puede encontrar gran variedad de especies: xargos, tiñosos, tembladeras, pulpos, roballizas, botonas, sarrianos, oricios, estrellas de mar, andaricas, centollos o ñoclas.
La isla cuenta también con una galería submarina que la atraviesa de este a oeste, una cueva abovedada de grandes dimensiones y un bufón que se puede apreciar con grandes pleamares o fuerte marejada.
En momentos de bajamar, La Ladrona es accesible desde tierra a través del conocido como Paso de La Ladrona y en su día, fue utilizada como lugar de pasto para ovejas, conservando aun parte del cerramiento que delimitaba la citada zona de pasto.

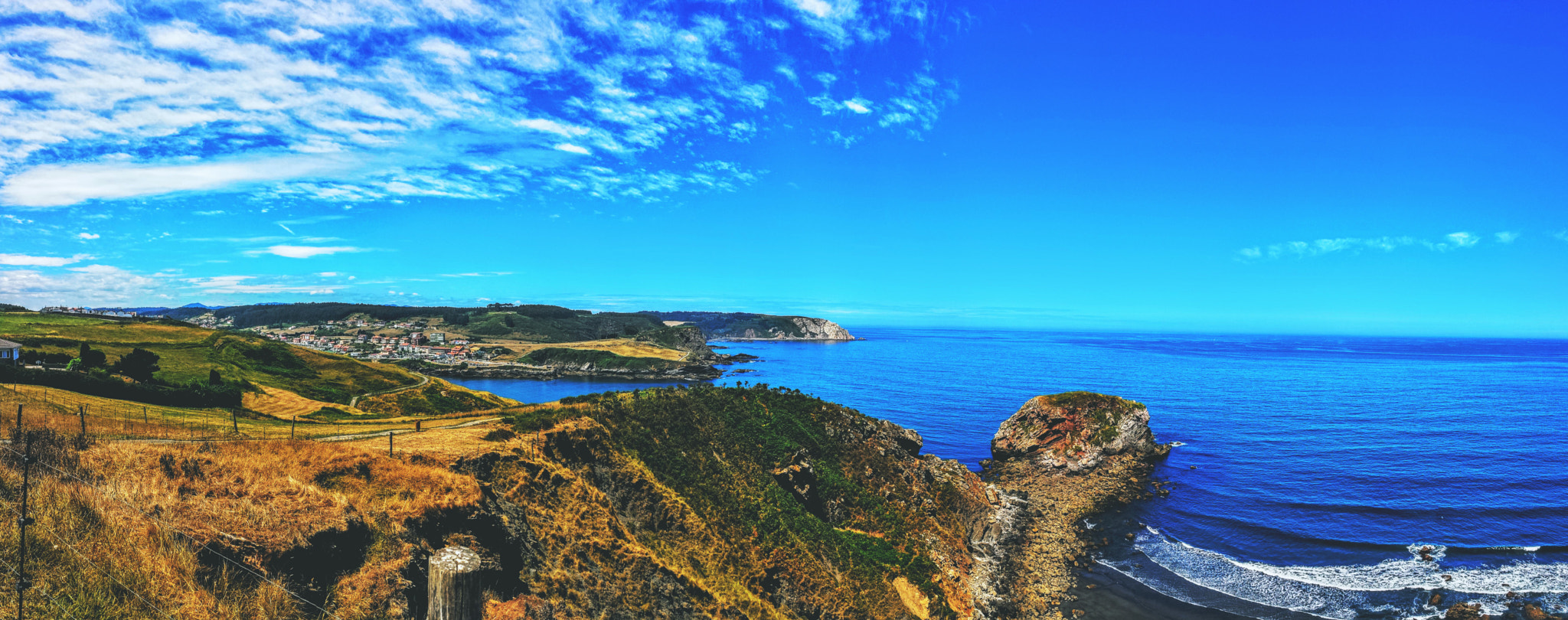
A la derecha, la isla de la Ladrona; al fondo, Santa María del Mar.

El Ayuntamiento de Castrillón, los grupos ecologistas y hasta intelectuales y artistas vienen solicitando en los últimos años que La Ladrona sea incluida en el Plan de Ordenación de los Recursos Naturales de Asturias (PORNA) bajo la categoría de Monumento Natural.